# Pablatnice (rod Ophryophryne)
Ophryophryne je žabí rod pablatnic čeledi pablatnicovitých (Megophryidae), který se vyskytuje v
severním Vietnamu, Thajsku, severovýchodě Laosu a v jižní Číně

## Taxonomie
čeleď Megophryidae (Bonaparte, 1850) - Pablatnicovití
- rod Ophryophryne (Boulenger, 1903) - pablatnice
  - druh Ophryophryne gerti (Ohler, 2003)
  - druh Ophryophryne hansi (Ohler, 2003)
  - druh Ophryophryne microstoma (Boulenger, 1903) - Pablatnice drobnoústá
  - druh Ophryophryne pachyproctus (Kou, 1985)
  - druh Ophryophryne synoria (Stuart, Sok, and Neang, 2006)